# 최이호
최이호(崔二鎬, 1934년 1월 25일~)는 대한민국의 정치인이다. 제13대 국회의원을 지냈다. 본관은 전주.

## 학력
- 부산대학교 공과대학 토건공학과 졸업(공학사)

## 경력
- 제13대 국회의원 (통일민주당)
- 건설부 수자원국장, 건설부이리(호남지역), 부산(영남지역), 서울 관리청장(서울,경기,인천지역)
- 부산 고성향우회 부회장
- 부산대학교 공과대학 동문회 회장 겸 총동문회 부회장
- 국회건설, 운영, 예결위원회 위원
- 민주법률개폐특별위원회 위원, 정세분석위원
- 전국부동산중개업협회 제5,6대 회장
- 민주자유당 제14대 대통령선거 지도위원
- 민주평화통일자문회의 상무위원(6기)
- 고성, 충무, 통영 지역구 제14,15대 국회의원 무소속 출마
- 일본, 미국, 중국 부동산 상호 협력협정체결 한국대표
- 민주자유당 서울특별시 민선후보 공천신청
- 건설토목기술특급, 측량 및 지측공간 정보 특급 기술사
- 2002월드컵 성공 세계평화운동본부 명예 총재
- 민족통일국민운동본부 공동대표
- 재경고성향우회 고문
- 월드컵 성공 세계평화운동본부 총재
- 2005년 대한민국 헌정회 이사선임
- 대한민국 역사영토수호보존 국민운동본부 총재

## 역대 선거 결과
|  | 23.8% |

|  | 6.82% |

|  | 4.88% |